# Paul Ravel
Pour les articles homonymes, voir Ravel (homonymie).
Paul Ravel (né le 12 décembre 1946 à Clermont-Ferrand) est un coureur cycliste français, actif dans les années 1960 et 1970.

## Biographie
Chez les amateurs, Paul Ravel a notamment couru à l'Amicale Cycliste Clermontoise. En 1970, il réalise sa meilleure saison en remportant le Circuit des Monts du Livradois, le Tour du Roussillon et une étape de la Route de France, qu'il termine à la deuxième place. Il évolue ensuite au niveau professionnel en 1971 et en 1972,.

## Palmarès
- 1969
  - Circuit des Monts du Livradois
  - Une étape du Tour des Combrailles (contre-la-montre)
- 1970
  - Circuit des Monts du Livradois
  - 4e étape de la Route de France
  - Tour du Roussillon :
    - Classement général
    - 3e étape

  - 2e de la Route de France